# Loxopagurus loxochelis
Loxopagurus loxochelis is een tienpotigensoort uit de familie van de Diogenidae. De wetenschappelijke naam van de soort is voor het eerst geldig gepubliceerd in 1901 door Moreira.